# Paolo Bozzetto
Paolo Bozzetto (Breganze, 13 gennaio 1947) è un pilota automobilistico italiano.
Durante la sua carriera è stato pilota di rally, Formula Italia, Formula 3 e di Formula 2, terminata la carriera sulle monoposto passa a gareggiare con varie autovetture tra cui la De Tomaso Pantera con cui corse la 24 ore di Le Mans del 1975 giungendo sedicesimo assoluto.
Nelle monoposto gareggiò utilizzando una March. 
Nel 1998 vince il Ferrari Shell Historical Challenge (competizione riservata a vetture storiche) su Ferrari 250 Testa Rossa del 1958 telaio nr. 758 .
Nel 2003 ha partecipato al Trofeo Maserati Europa, riservato ai Gentleman Driver